# Braken und Harselah
Braken und Harselah ist ein Naturschutzgebiet im Flecken Harsefeld und der Gemeinde Ahlerstedt in der Samtgemeinde Harsefeld im Landkreis Stade.

## Allgemeines
Das Naturschutzgebiet mit dem Kennzeichen NSG LÜ 175 ist etwa 583 Hektar groß. Es ist nahezu vollständig gleichzeitig als FFH-Gebiet „Braken“ ausgewiesen, das sich über 639 Hektar erstreckt. 95,9 Hektar sind als Naturwald ausgewiesen. Das Gebiet steht seit dem 16. September 1989 unter Naturschutz. Zuständige untere Naturschutzbehörde ist der Landkreis Stade.

## Beschreibung
Das aus vier Teilflächen bestehende Naturschutzgebiet liegt südlich von Harsefeld. Es stellt das Waldgebiet „Braken“ auf einem historisch alten Waldstandort im Norden und Teile des Waldgebietes „Harselah“ im Süden unter Schutz. Beide Teilflächen sind durch das Naturschutzgebiet „Kahles und Wildes Moor“ miteinander vernetzt. Das „Kahle und Wilde Moor“ war bis Februar 2017 Bestandteil des damals noch als „Braken, Harselah, Kahles und Wildes Moor“ ausgewiesenen Naturschutzgebietes, bevor es als gesondertes Naturschutzgebiet ausgewiesen wurde. Die Naturschutzverordnung für das Naturschutzgebiet „Braken und Harselah“ wurde in der Folge neu gefasst und trat am 14. Dezember 2018 in Kraft. Östlich der Teilfläche „Braken“ liegen zwei weitere, überwiegend bewaldete Flächen, die Bestandteil des Naturschutzgebietes sind. Im Zuge der Neufassung der Schutzgebietsverordnung wurden zwei Teilflächen, die zuvor ebenfalls von übrigen Naturschutzgebiet getrennt waren, durch Erweiterung des Gebietes mit diesem verbunden.
Das Naturschutzgebiet wird großflächig von Waldflächen auf einem Geesthügel der Zevener Geest eingenommen. Als Waldgesellschaften sind Eichen-Hainbuchenwald, Hainsimsen-Buchenwald, Waldmeister-Buchenwald sowie saurer Buchenwald auf überwiegend staufeuchten bis staunassen und teilweise wechselfeuchten Standorten zu finden. Die Waldgesellschaften sind überwiegend naturnah. Sie verfügen über einen hohen Anteil an Alt- und Totholz. In der Krautschicht siedeln u. a. Waldzwenke, Maiglöckchen, Leberblümchen, Waldmeister, Einbeere, Dunkles Lungenkraut, Waldsanikel sowie Grünliche und Weiße Waldhyazinthe. Weiterhin sind Königsfarn und Sumpfdotterblume zu finden. Waldränder und -säume werden von Hochstaudenfluren eingenommen. Insgesamt siedeln im Naturschutzgebiet etwa 220 Pflanzenarten, von denen über 30 auf der Roten Liste stehen.
Pilze sind mit über 300 Arten vertreten, von denen über 40 auf der Roten Liste stehen. Eine Besonderheit ist das Vorkommen des Totholzpilzes Ästiger Stachelbart.
Das Naturschutzgebiet ist Lebensraum einer artenreichen Fauna. So sind hier über 70 Brutvogelarten heimisch und zahlreiche Gastvogelarten anzutreffen. Das Naturschutzgebiet ist Lebensraum u. a. für Hohltaube, Schwarz- und Mittelspecht, Schwarzstorch, Ziegenmelker, Goldhähnchen, Buchfink, Fitis, Kleiber und Nachtigall. Amphibien und Reptilien sind mit etwa zehn Arten vertreten, darunter Kammmolch, Bergmolch, Laubfrosch und Feuersalamander. Die Waldgebiete bieten vier Fledermausarten einen Lebensraum. Besonders artenreich sind Insekten vertreten. Im Naturschutzgebiet sind verschiedene Schlupfwespen, Bock- und Borkenkäfer, Ameisen und Wildbienen zu finden. Schmetterlinge sind mit über 30 Arten vertreten. Bei einer Käfer-Kartierung in den 1990er-Jahren wurden über 700 Arten festgestellt. Eine Besonderheit ist der Schlammschwimmer, der in Tümpeln des Braken nachgewiesen wurde und hier sein nördlichstes bekanntes Vorkommen hat. Weiterhin bieten die Waldgebiete zahlreichen Milben, Spinnen und Tausendfüßern einen Lebensraum.
Teilflächen wurden in der Vergangenheit mit Nadelhölzern, darunter Japanische Lärche, Fichte und Douglasie, aufgeforstet. Langfristig sollen die Nadelforste wieder in naturnahe Laubwaldgesellschaften umgewandelt werden.
Im Braken entspringen mehrere Bäche, darunter der Brakengraben. In Bachtälern stockt Auwald mit Erle und Esche. In den Randbereichen des Braken ist Grünland in das Naturschutzgebiet einbezogen. Kleinflächig sind auch Grünlandbereiche innerhalb des Braken zu finden.
Das Naturschutzgebiet dient auch der Naherholung. Durch Braken und Harselah verlaufen mehrere Waldwege. Der Mönchsweg verläuft durch den Braken. Mehrere Findlinge im Braken sind als Naturdenkmal ausgewiesen (→ Liste der Naturdenkmale im Landkreis Stade).